# شهرستان المفتاح
ناحیهٔ المفتاح (به عربی: مدیریة المفتاح) یک ناحیه در یمن است که در استان حجه واقع شده‌است.

## خصوصیات
ناحیهٔ المفتاح ۳۱٬۶۹۱ نفر جمعیت دارد.